# Luftflotte 3
Die Luftflotte 3 (Lfl. 3) war eine am 1. Februar 1939 aufgestellte Luftflotte der Luftwaffe der Wehrmacht, die während des Zweiten Weltkriegs ausschließlich in Westeuropa eingesetzt wurde und bis September 1944 bestand.

## Geschichte
Die Luftflotte 3 ging am 1. Februar 1939 aus dem ein Jahr zuvor gebildeten Luftwaffengruppenkommando 3 unter Hugo Sperrle hervor und hatte ihr Hauptquartier bis zum Kriegsbeginn in München. Im September 1939 wurde dann das neue Hauptquartier im hessischen Bad Orb bezogen, von wo aus die Luftflotte die Einsätze während des sogenannten Sitzkrieges im Raum Südwestdeutschland leitete. Während des Westfeldzugs unterstützte die Luftflotte 3 das Vorgehen der Heeresgruppe A durch die Ardennen. Sie trug wesentlich zur Schlacht bei Sedan und zum Gelingen des Sichelschnittplans bei. Nach dem Ende der Operationen in Frankreich trug sie gemeinsam mit der Luftflotte 2 die Hauptlast der Luftschlacht um England. Als letztere in Vorbereitung auf den Angriff auf die Sowjetunion 1941 nach Osten verlegt wurde, verblieb die Luftflotte 3 als oberstes Hauptquartier der Luftwaffe im Westen und übernahm deren Zuständigkeit für Nordostfrankreich, Belgien und die Niederlande. Hierbei war sie für die Luftraumverteidigung und die in reduziertem Umfang weitergeführten Angriffe auf England (u. a. Baedeker Blitz 1942, Unternehmen Steinbock 1944) zuständig. Das Hauptquartier lag im Palais du Luxembourg in Paris. Die Landung der Alliierten in der Normandie im Juni 1944 traf die Luftflotte bereits erheblich geschwächt an; von ca. 900 Flugzeugen waren nur etwa 500 einsatzbereit. Oberbefehlshaber Sperrle wurde nach der Niederlage in Frankreich im August 1944 seines Postens enthoben; einen Monat später wurde die Luftflotte aufgelöst und an ihrer Stelle in Mannheim-Sandhofen das Luftwaffenkommando West gebildet.

## Führung
| Oberbefehlshaber                  | von             | bis                |
| --------------------------------- | --------------- | ------------------ |
| Generalfeldmarschall Hugo Sperrle | 1. Februar 1939 | 23. August 1944    |
| Generaloberst Otto Deßloch        | 23. August 1944 | 21. September 1944 |

| Chef des Generalstabs                   | von             | bis                |
| --------------------------------------- | --------------- | ------------------ |
| Generalmajor Maximilian Ritter von Pohl | 1. Februar 1939 | 10. Juni 1940      |
| Generalmajor Günther Korten             | 11. Juni 1940   | 31. Dezember 1940  |
| Generalmajor Karl Koller                | 1. Januar 1941  | 26. August 1943    |
| Generalleutnant Hermann Plocher         | 26. August 1943 | 26. September 1944 |

## Unterstellte Verbände
| 1. September 1939 (Südwestdeutschland)    | direkt unterstellt                      | 1./Fernaufklärungsgruppe 123, 2./ Fernaufklärungsgruppe 123, Wettererkundungsstaffel 51 |
| 1. September 1939 (Südwestdeutschland)    | 5. Fliegerdivision                      | Stab, I. und III./Kampfgeschwader 51; I./Zerstörergeschwader 52 |
| 1. September 1939 (Südwestdeutschland)    | 6. Fliegerdivision                      | Stab, II. und III./Kampfgeschwader 53; III./Sturzkampfgeschwader 51; II./Zerstörergeschwader 76 |
| 1. September 1939 (Südwestdeutschland)    | Luftgau-Kommando VII                    | I./Jagdgeschwader 51; I./Jagdgeschwader 71; IV./Jagdgeschwader 72; Flughafen-Bereichs-Kommando Aibling; Flughafen-Bereichs-Kommando Böblingen; Flughafen-Bereichs-Kommando Landsberg; Flughafen-Bereichs-Kommando Leipheim; Flughafen-Bereichs-Kommando Memmingen; Flughafen-Bereichs-Kommando Schwäbisch Hall; Flughafen-Bereichs-Kommando Schleißheim |
| 1. September 1939 (Südwestdeutschland)    | Luftgau-Kommando XII                    | Stab, I. und II./Jagdgeschwader 53; Flughafen-Bereichs-Kommando Wiesbaden-Erbenheim; Flughafen-Bereichs-Kommando Langendiebach; Flughafen-Bereichs-Kommando Fritzlar; Flughafen-Bereichs-Kommando Giessen; Flughafen-Bereichs-Kommando Mannheim-Sandhofen |
| 1. September 1939 (Südwestdeutschland)    | Luftgau-Kommando XIII                   | 1. und 2./Jagdgeschwader 70; Flughafen-Bereichs-Kommando Ansbach; Flughafen-Bereichs-Kommando Fürth; Flughafen-Bereichs-Kommando Regensburg; Flughafen-Bereichs-Kommando Bayreuth; Flughafen-Bereichs-Kommando Giebelstadt; Flughafen-Bereichs-Kommando Schweinfurt |
| 1. September 1939 (Südwestdeutschland)    | Luftverteidigungs-Kommando 5            | Flak-Regiment 29; Flak-Regiment 49 |
| 10. Mai 1940 (Westfeldzug)                | direkt unterstellt                      | 1. und 3./Fernaufklärungsgruppe 123; Wettererkundungsstaffel 51 |
| 10. Mai 1940 (Westfeldzug)                | I. Fliegerkorps                         | I., II. und III./Kampfgeschwader 1; III./Kampfgeschwader 28; I., II. und III./Kampfgeschwader 76; III./Sturzkampfgeschwader 51; II./Zerstörergeschwader 76; II./Zerstörergeschwader 26; I./Jagdgeschwader 77; I./Jagdgeschwader 3; 5./Fernaufklärungsgruppe 122 |
| 10. Mai 1940 (Westfeldzug)                | II. Fliegerkorps                        | I., II. und III./Kampfgeschwader 2; I., II. und III./Kampfgeschwader 3; I., II. und III./Kampfgeschwader 53; II./Sturzkampfgeschwader 2; I.(St)/Trägergruppe 186; 3./Fernaufklärungsgruppe 121 |
| 10. Mai 1940 (Westfeldzug)                | V. Fliegerkorps                         | I., II. und III./Kampfgeschwader 51; I., II. und III./Kampfgeschwader 55; I./Zerstörergeschwader 52; V.(Z)/Lehrgeschwader 1; I. und II./Jagdgeschwader 52; I./Jagdgeschwader 54; II./Jagdgeschwader 51; 4./Fernaufklärungsgruppe 121 |
| 10. Mai 1940 (Westfeldzug)                | Jagdfliegerführer 3                     | I., II. und III./Jagdgeschwader 2; I., II. und III./Jagdgeschwader 53; I./Zerstörergeschwader 2; I./Jagdgeschwader 76; III./Jagdgeschwader 52 |
| 10. Mai 1940 (Westfeldzug)                | I. Flakkorps                            | Stab/Flak-Regiment 101 mit I./Flak-Regiment 12, I./Flak-Regiment 22, I./Flak-Regiment 51, leichte Flak-Abteilung 85, III./Regiment GG Stab/Flak-Regiment 102 mit I./Flak-Regiment 18, I. und II./Flak-Regiment 38, leichte Flak-Abteilung 91 Stab/Flak-Regiment 104 mit I./Flak-Regiment 8, I. und II./Flak-Regiment 11, leichte Flak-Abteilung 75, III./Flak-Regiment 9 |
| 13. August 1940 (Luftschlacht um England) | direkt unterstellt                      | Wettererkundungsstaffel 51 |
| 13. August 1940 (Luftschlacht um England) | VIII. Fliegerkorps                      | I. und III./Sturzkampfgeschwader 1; I. und II./Sturzkampfgeschwader 2; I., II. und III./Sturzkampfgeschwader 77; II.(S)/Lehrgeschwader 2; V.(Z)/Lehrgeschwader 1; 2./Fernaufklärungsgruppe 11, 2./Fernaufklärungsgruppe 123; Nahaufklärungsgruppe 21 |
| 13. August 1940 (Luftschlacht um England) | V. Fliegerkorps                         | I., II. und III./Kampfgeschwader 51; I. und II./Kampfgeschwader 54; I., II. und III./Kampfgeschwader 55; 4./Fernaufklärungsgruppe 14, 4./Fernaufklärungsgruppe 121 |
| 13. August 1940 (Luftschlacht um England) | IV. Fliegerkorps                        | I., II. und III./Lehrgeschwader 1; I., II. und III./Kampfgeschwader 27; Kampfgruppe 806; Nahaufklärungsgruppe 31; Nahaufklärungsgruppe 41 |
| 13. August 1940 (Luftschlacht um England) | Jagdfliegerführer 3                     | I., II. und III./Jagdgeschwader 2; I., II. und III./Jagdgeschwader 27; I., II. und III./Jagdgeschwader 53; I. und II./Zerstörergeschwader 2 |
| 22. Juni 1941 (Frankreich)                | direkt unterstellt                      | 3./Fernaufklärungsgruppe 123; Wettererkundungsstaffel 51; |
| 22. Juni 1941 (Frankreich)                | IX. Fliegerkorps                        | I. und III./Kampfgeschwader 4; I./Kampfgeschwader 28; III./Kampfgeschwader 26; I. und III./Kampfgeschwader 30; 3./Nahaufklärungsgruppe 122 |
| 22. Juni 1941 (Frankreich)                | Fliegerführer Atlantik                  | I., II. und III./Kampfgeschwader 40; 3./Küstenfliegergruppe 106; 2./Küstenfliegergruppe 506; 1./Küstenfliegergruppe 906; 5./Bordfliegergruppe 196; 1., 2. und 3./Küstenfliegergruppe 606; 3./Fernaufklärungsgruppe 122 |
| 22. Juni 1941 (Frankreich)                | Jagdfliegerführer 2                     | I., II. und III./Jagdgeschwader 26; I./Jagdgeschwader 52; 1./Jagdgeschwader 1 |
| 22. Juni 1941 (Frankreich)                | Jagdfliegerführer 3                     | I., II. und III./Jagdgeschwader 2 |
| 22. Juni 1941 (Frankreich)                | Luftgau-Kommando Belgien-Nordfrankreich | Flughafen-Bereichs-Kommando 8/III; Flughafen-Bereichs-Kommando 9/VI; Flughafen-Bereichs-Kommando 10/VI; Flughafen-Bereichs-Kommando 11/VI; Flughafen-Bereichs-Kommando 19/XI; Flughafen-Bereichs-Kommando 22/XI |
| 22. Juni 1941 (Frankreich)                | Luftgau-Kommando Holland                | Flakgruppe Amsterdam; Flakgruppe Rotterdam; Flughafen-Bereichs-Kommando 2/III; Flughafen-Bereichs-Kommando 6/III |
| 22. Juni 1941 (Frankreich)                | Luftgau-Kommando Westfrankreich         | 13. Flak-Division; Flak-Brigade IV; 5. Flak-Brigade; Flak-Brigade VI; Flak-Brigade IX; Luftverteidigungskommando 9; Luftverteidigungskommando 11; Flughafen-Bereichs-Kommando 1/VII; Flughafen-Bereichs-Kommando 8/VII; Flughafen-Bereichs-Kommando 5/XII; Flughafen-Bereichs-Kommando 6/XII; Flughafen-Bereichs-Kommando 8/XII; Flughafen-Bereichs-Kommando 9/XII; Flughafen-Bereichs-Kommando 10/XII; Flughafen-Bereichs-Kommando 2/XIII; Flughafen-Bereichs-Kommando 3/XIII; Flughafen-Bereichs-Kommando 5/XIII |
| Juni 1942 (Frankreich)                    | IX. Fliegerkorps                        | Stab, I. und II./Kampfgeschwader 2; II./Kampfgeschwader 40; Kampfgruppe 506; Erprobungskommando 100 |
| Juni 1942 (Frankreich)                    | Fliegerführer Atlantik                  | 9./Kampfgeschwader 40; Stab/Küstenfliegergruppe 406, 2./Küstenfliegergruppe 906, 5./Bordfliegergruppe 196, 3.(F)/Aufklärungsgruppe 123, Küstenfliegergruppe 106 |
| Juni 1942 (Frankreich)                    | Höherer Jagdfliegerführer West          | Jagdfliegerführer 2; Jagdfliegerführer 3; Jagdfliegerführer Paris |
| Juni 1942 (Frankreich)                    | Luftgau-Kommando Belgien-Nordfrankreich | 16. Flak-Division; 11. Flak-Brigade; Flughafen-Bereichs-Kommando 8/III; Flughafen-Bereichs-Kommando 9/VI; Flughafen-Bereichs-Kommando 10/VI; Flughafen-Bereichs-Kommando 11/VI; Flughafen-Bereichs-Kommando 19/XI; Flughafen-Bereichs-Kommando 22/XI |
| Juni 1942 (Frankreich)                    | Luftgau-Kommando Holland                | Flakgruppe Amsterdam; Flakgruppe Rotterdam; Flughafen-Bereichs-Kommando 2/III; Flughafen-Bereichs-Kommando 6/III |
| Juni 1942 (Frankreich)                    | Luftgau-Kommando Westfrankreich         | 11. Flak-Division; 13. Flak-Division; Flak-Brigade IV; 5. Flak-Brigade; Flak-Brigade VI; 12. Flak-Brigade; Flughafen-Bereichs-Kommando 1/VII; Flughafen-Bereichs-Kommando 8/VII; Flughafen-Bereichs-Kommando 3/XII; Flughafen-Bereichs-Kommando 5/XII; Flughafen-Bereichs-Kommando 6/XII; Flughafen-Bereichs-Kommando 8/XII; Flughafen-Bereichs-Kommando 9/XII; Flughafen-Bereichs-Kommando 10/XII; Flughafen-Bereichs-Kommando 2/XIII; Flughafen-Bereichs-Kommando 3/XIII                                         |
| Juni 1943 (Frankreich)                    | IX. Fliegerkorps                        | Stab, I. und II./Kampfgeschwader 2; II./Kampfgeschwader 40; Stab, I., II., III. und 15./Kampfgeschwader 6; Stab, I. und II. Schnellkampfgeschwader 10; 10./Jagdgeschwader 2; 10./Jagdgeschwader 54; Kampfgruppe 506; Erprobungskommando 100 |
| Juni 1943 (Frankreich)                    | Fliegerführer Atlantik                  | III./Kampfgeschwader 40; 3./Fernaufklärungsgruppe 123; V./Kampfgeschwader 40; 5./Bordfliegergruppe 196 |
| Juni 1943 (Frankreich)                    | Höherer Jagdfliegerführer West          | Jagdfliegerführer 2; Jagdfliegerführer 3; Jagdfliegerführer 4; Jagdfliegerführer Paris |
| Juni 1943 (Frankreich)                    | Jagdfliegerführer Südfrankreich         | Teile des Jagdgeschwaders 2, Jagdgruppe Süd, Jagdgruppe 200 |
| Juni 1943 (Frankreich)                    | Luftgau-Kommando Belgien-Nordfrankreich | 16. Flak-Division; Flughafen-Bereichs-Kommando 8/III; Flughafen-Bereichs-Kommando 9/VI; Flughafen-Bereichs-Kommando 10/VI; Flughafen-Bereichs-Kommando 11/VI; Flughafen-Bereichs-Kommando 19/XI; Flughafen-Bereichs-Kommando 22/XI |
| Juni 1943 (Frankreich)                    | Luftgau-Kommando Holland                | 19. Flak-Brigade; Flughafen-Bereichs-Kommando 2/III; Flughafen-Bereichs-Kommando 6/III |
| Juni 1943 (Frankreich)                    | Luftgau-Kommando Westfrankreich         | 11. Flak-Division; 13. Flak-Division; 5. Flak-Brigade; 11. Flak-Brigade; 12. Flak-Brigade; 18. Flak-Brigade; Flughafen-Bereichs-Kommando 1/VII; Flughafen-Bereichs-Kommando 4/VII; Flughafen-Bereichs-Kommando 8/VII; Flughafen-Bereichs-Kommando 4/XII; Flughafen-Bereichs-Kommando 5/XII; Flughafen-Bereichs-Kommando 6/XII; Flughafen-Bereichs-Kommando 8/XII; Flughafen-Bereichs-Kommando 9/XII; Flughafen-Bereichs-Kommando 10/XII; Flughafen-Bereichs-Kommando 2/XIII; Flughafen-Bereichs-Kommando 3/XIII    |
| 6. Juni 1944 (Operation Overlord)         | direkt unterstellt                      | Fernaufklärungsgruppe 123; Nahaufklärungsgruppe 13; III./Transportgeschwader 1; IV./Transportgeschwader 4; 1./Fernaufklärungsgruppe 121; Wettererkundungsstaffel 51 |
| 6. Juni 1944 (Operation Overlord)         | II. Fliegerkorps                        | Fliegerführer West mit Stab, I. und III./Zerstörergeschwader 1; III./Schlachtgeschwader 4; Kurierstaffel Fliegerführer West, Transportstaffel Fliegerführer West |
| 6. Juni 1944 (Operation Overlord)         | IX. Fliegerkorps                        | I., II. und III./Kampfgeschwader 2; I., II. und III./Kampfgeschwader 6; II./Kampfgeschwader 52; Einsatzstaffel Kampfgeschwader 101; I./Schnellkampfgeschwader 10; I./Kampfgeschwader 66; 3./Fernaufklärungsgruppe 122 |
| 6. Juni 1944 (Operation Overlord)         | X. Fliegerkorps                         | I., II. und III./Kampfgeschwader 40; Fernaufklärungsgruppe 5; |
| 6. Juni 1944 (Operation Overlord)         | II. Jagdkorps                           | 4. Jagddivision (Jagdfliegerführer 4 mit Stab, I. und III./Jagdgeschwader 26; Stab, I. und III./Nachtjagdgeschwader 4; Stab, I. und III./Nachtjagdgeschwader 5); 5. Jagddivision (Jagdfliegerführer 5 mit Stab, I. und II./Jagdgeschwader 2; II./Nachtjagdgeschwader 4); Jagdfliegerführer Bretagne (III./Jagdgeschwader 2); Jagdfliegerführer Südfrankreich (Jagdgruppe Süd); Jagdabschnittsführer Bordeaux (Jagdgruppe West; II./Jagdgeschwader 26)                                                              |
| 6. Juni 1944 (Operation Overlord)         | 2. Fliegerdivision                      | II. und III./Kampfgeschwader 26; I. und III./Kampfgeschwader 77; III./Kampfgeschwader 100; 1./Fernaufklärungsgruppe 33 |
| 6. Juni 1944 (Operation Overlord)         | III. Flak-Korps                         | Flak-Regiment 37; Flak-Regiment 79; Flak-Regiment 431; Flak-Regiment 653 |
| 6. Juni 1944 (Operation Overlord)         | Luftgau-Kommando Belgien-Nordfrankreich | 16. Flak-Division; 18. Flak-Brigade; 19. Flak-Brigade; 20. Flak-Brigade; Flughafen-Bereichs-Kommando 2/III; Flughafen-Bereichs-Kommando 6/III; Flughafen-Bereichs-Kommando 8/III; Flughafen-Bereichs-Kommando 11/VI; Flughafen-Bereichs-Kommando 19/XI; Flughafen-Bereichs-Kommando 22/XI |
| 6. Juni 1944 (Operation Overlord)         | Luftgau-Kommando Westfrankreich         | 13. Flak-Division; 1. Flak-Brigade; 5. Flak-Brigade; 12. Flak-Brigade; Flughafen-Bereichs-Kommando 1/VII; Flughafen-Bereichs-Kommando 4/VII; Flughafen-Bereichs-Kommando 8/VII; Flughafen-Bereichs-Kommando 4/XII; Flughafen-Bereichs-Kommando 5/XII; Flughafen-Bereichs-Kommando 6/XII; Flughafen-Bereichs-Kommando 8/XII; Flughafen-Bereichs-Kommando 9/XII; Flughafen-Bereichs-Kommando 10/XII; Flughafen-Bereichs-Kommando 2/XIII; Flughafen-Bereichs-Kommando 3/XIII                                          |